# Bánh khoai tây bào chiên
Bánh khoai tây bào chiên (tiếng Anh: hash browns hay hashed browns) là một món ăn sáng phổ biến của người Mỹ bao gồm khoai tây cắt nhỏ, thái hạt lựu,  rồi chiên áp chảo; một số công thức thêm hành tây thái hạt lựu hoặc xắt nhỏ. Bánh khoai tây bào chiên lần đầu tiên xuất hiện trên thực đơn bữa sáng ở Thành phố New York.Khoai tây bào chiên là món ăn sáng chủ yếu của thực khách ở Bắc Mỹ, nơi chúng thường được chiên trên bếp hoặc lò nướng thông thường lớn.
Ở một số vùng của Hoa Kỳ, bánh khoai tây bào chiên chỉ đơn thuần là khoai tây áp chảo cắt nhỏ hoặc cắt nhỏ, trong khi khoai tây áp chảo và cắt hạt lựu được gọi là khoai tây chiên đồng quê hoặc khoai tây chiên tại nhà và được phục vụ như một món ăn phụ trong các bữa ăn khác.
Bánh khoai tây bào chiên là một sản phẩm phổ biến được sản xuất hàng loạt được bán ở dạng đông lạnh, đông lạnh  và dạng hút khô.

## Lịch sử
Ban đầu, tên đầy đủ của món ăn là "Khoai tây nâu bào chiên", trong đó, đề cập đầu tiên được biết đến là của tác giả ẩm thực người Mỹ Maria Parloa (1843–1909) trong cuốn sách Đồng hành nhà bếp năm 1887, nơi cô mô tả món "khoai tây bào và chiên vàng" như một hỗn hợp chiên của khoai tây luộc nguội được gấp lại "như trứng tráng" trước khi phục vụ. Tên dần dần được rút ngắn thành 'Bánh khoai tây bào chiên'.

## Từ nguyên học
Từ "bào" có nguồn gốc từ từ " hacher" trong tiếng Pháp có nghĩa là băm hoặc thái nhỏ. Điều này có nghĩa là khoai tây nâu băm được dịch theo nghĩa đen là "khoai tây cắt nhỏ và chiên".

## Sự chuẩn bị

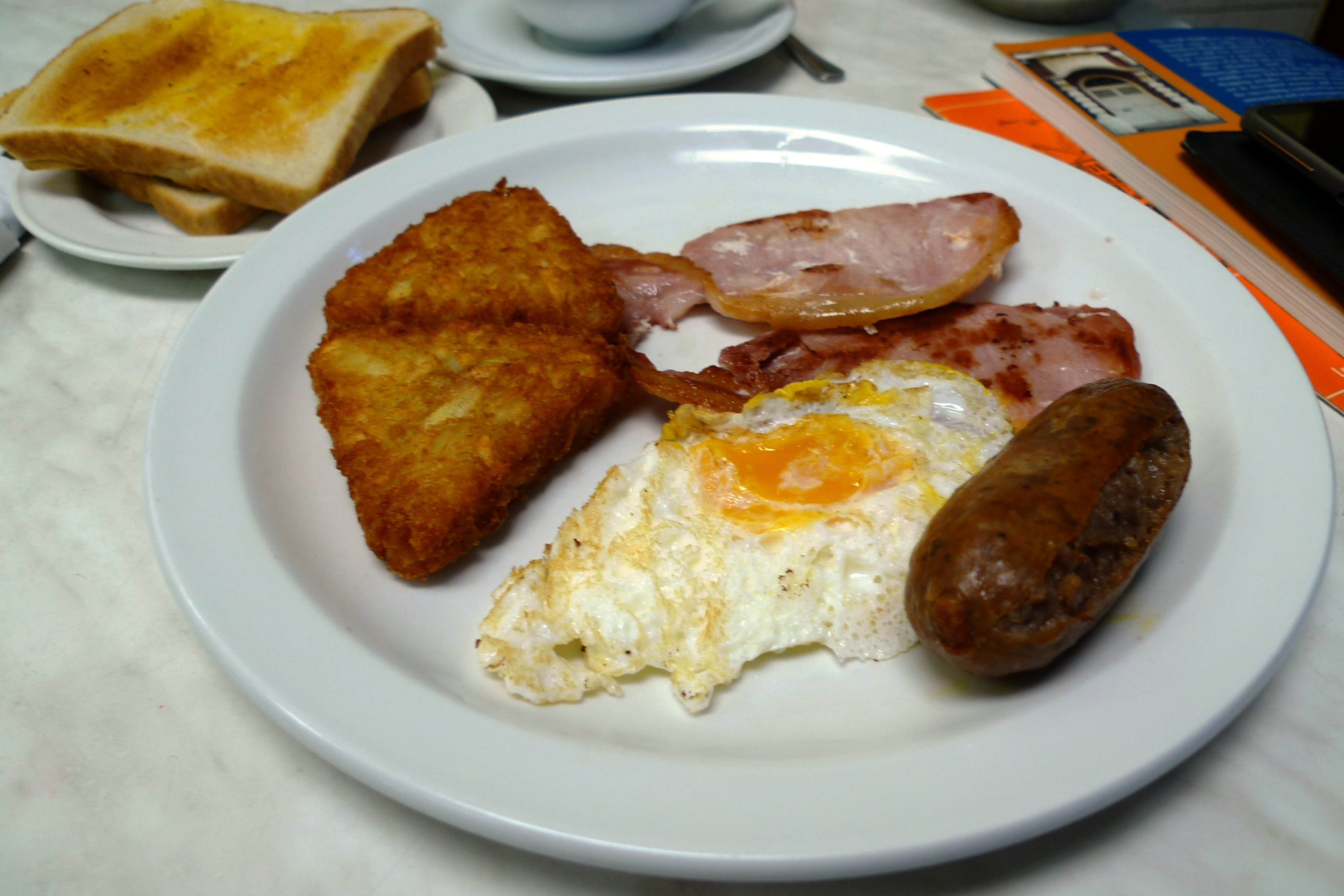
Miếng bánh khoai tây bào chiên hình tam giác phục vụ với trứng, thịt xông khói và xúc xích trong một quán cà phê Anh

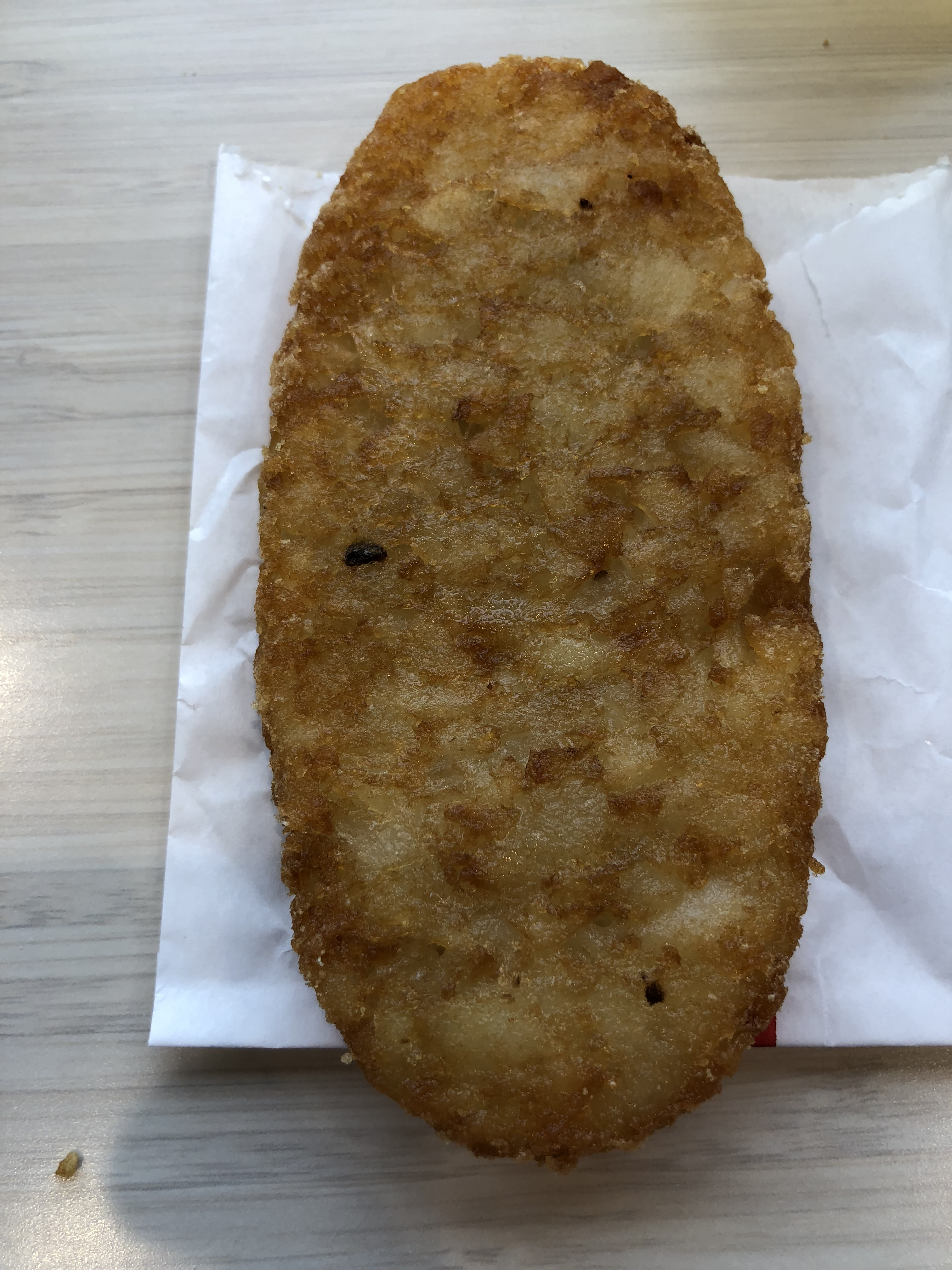
Một cái bánh khoai tây bào chiên của McDonald

Đầu bếp có thể chế biến món bánh khoai tây bào chiên bằng cách tạo khoai tây chín thành miếng chả trước khi chiên với hành tây (độ ẩm và tinh bột khoai tây có thể giữ chúng lại với nhau); tuy nhiên, nếu thêm chất kết dính (ví dụ như trứng hoặc dầu), chế phẩm như vậy sẽ tạo thành bánh nướng chảo khoai tây. Bánh khoai tây bào chiên đông lạnh đôi khi được làm thành dạng miếng thịt để dễ xử lý, và dạng phẳng, nhỏ gọn cũng có thể được nấu chín trong lò nướng bánh mì hoặc máy nướng bánh mì. Nếu một món khoai tây chín vàng băm kết hợp với thịt băm nhỏ, thức ăn thừa hoặc các loại rau khác, thì nó thường được gọi là băm.
Bánh khoai tây bào chiên cũng được sản xuất như một loại thực phẩm sấy khô, đôi khi được sử dụng bởi du khách du lịch bụi.

## Liên kết ngoại
- Tiêu chuẩn Hoa Kỳ về phân loại Bánh khoai tây bào chiên đông lạnh (PDF)